# Rhinoclavis sordidula
Rhinoclavis sordidula là một loài ốc biển, là động vật thân mềm chân bụng sống ở biển thuộc họ Cerithiidae.

## Tham khảo

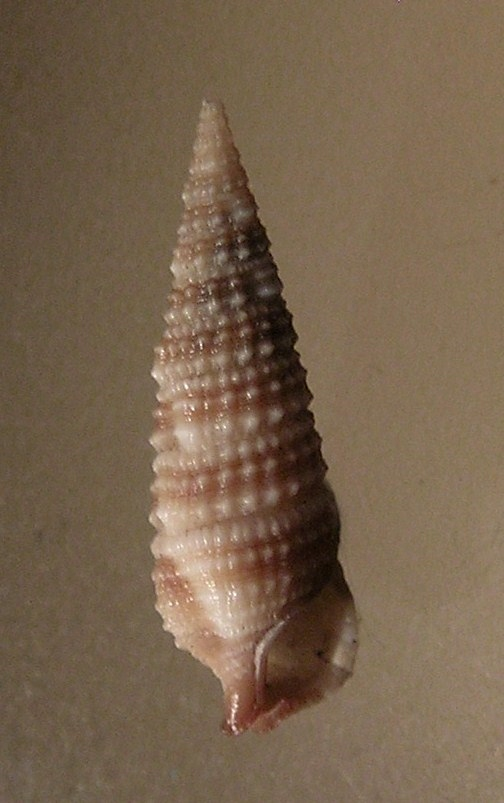
Rhinoclavis sordidula